# 布蘭泰
布蘭泰（穆麟德轉寫：bulantai；？—1752年），拜都氏，滿洲正白旗人。清朝官员。协办大学士永貴之父。

## 生平
康熙三十七年（1698年），布蘭泰襲雲騎尉世職。康熙五十七年（1718年），調任理藩院員外郎，兼管副參領。康熙六十一年（1722年），任戶部銀庫員外郎，兼公中佐領。雍正二年（1724年），任山東布政使。雍正三年（1725年），署理山東巡撫。同年，又任山西巡撫、湖南巡撫。雍正五年，改任戶部右侍郎，署理江西巡撫。乾隆二年（1737年），署理鑲紅旗蒙古副都統。同年任鑲黃旗滿洲副都統。乾隆三年（1738年），署理馬蘭鎮總兵。乾隆六年（1741年），暫署三陵總理事務。乾隆九年（1744年），任馬蘭鎮總兵官。乾隆十四年（1749年），任直隸古北口提督。乾隆十七年（1752年），病免。

## 家庭
- 子永贵（1706-1783），乾隆年间协办大学士，军机大臣，谥文勤。孙儿瑛宝（号梦禅居士），是当时著名的画家，与刘墉、英和、法式善等名士有诗画往来。
- 子永亮，乾隆甲子科舉人，著有《晚香堂詩》。孙儿伊汤安，乾隆辛卯举人，云南、河南按察使；曾孙嘉慶十四年（1809年）己巳恩科进士鍾昌 (嘉慶進士)。
- 侄孙伊江阿，官至山东巡抚。妻葉赫那拉氏，其父鑲紅旗滿洲、湖南巡撫常鈞（胞兄浙江巡抚纳兰常安）。
- 曾孙國壽，国学生，佐领。
- 元孙道光二十五年（1845年）乙巳恩科进士恩隆。